# Булгаралпин
Булгаралпин е марка автомобили на френския автомобилен производител Алпин, сглобявани в Пловдив.

## История
В края на 1966 г. основателят на френската фирма Алпин Жан Ределе пристига в София по покана на ДСП „Булет“, което наред с Булгаррено има намерение на усвои и монтажа на Алпин в България. В България Ределе се запознава с нашия изтъкнат автомобилен пилот Илия Чубриков, който има възможност да изпробва атрактивния Алпин A110 по една от готовите отсечки на все още строящото се Околовръстно шосе. Ределе предлага изгодна оферта за взаимно сътрудничество и още в началото на 1967 г. изпраща в България 1100-кубикови двигатели и агрегати, с които са окомплектовани два автомобила Булгаррено 8. Малко по-късно същата година, с единия от тях Илия Чубриков печели първо място в генералното класиране на рали „Трансбалкания“. Съвсем скоро след този успех Ределе изпраща в България и собствен екип, който да съдейства на българските специалисти при усвояване на монтажа на Булгаралпин.
За изработването на стъклопластовите каросерии е закупен лиценз на стойност 8 милиона френски франка, в резултат на което е доставено специално оборудване, а Чубриков е назначен от ДСП „Булет“ за отговорник по спортното производство. Използваната в случая епоксидна смола за изработване на каросериите, първоначално се внася от Франция, но впоследствие започва да се доставя от ГДР и Полша.
Първите бройки Булгаралпин са сглобени в края на 1967 г., когато ефектният спортен автомобил вече е абсолютен хит в Европа и Америка, а неговото производство в България става повод за заслужена национална гордост. През 1968 г. два състезателни автомобила Булгаралпин, управлявани съответно от екипите на Илия Чубриков и Никола Чубриков, Атанас Тасков и Атанас Агура, за първи път вземат участие в рали Монте Карло.
Въпреки че е предназначен предимно за спортните тимове в страната, Булгаралпин е достъпен и за някои от по-заможните частни клиенти, сред които е известният български режисьор Васил Мирчев. През 1969 г. той посещава кинофестивала в Кан, изминавайки разстоянието между София и курортния френски град само за 16 часа със своя Булгаралпин. По същото време с чисто рекламна цел към ДСП „Булет“ е създаден и автомобилен отбор, в който са включени братя Чубрикови, братя Агура, Роберт Кюркчиев, Славчо Георгиев и Атанас Тасков. Още с първите си изяви, кратко просъществувалият спортен тим се налага като фаворит в голяма част от автомобилните състезания в България и в чужбина. През 1978 г. всички автомобили Булгаралпин излизат от хомологация и са спрени от състезания.
Първоначалните намерения са да бъде изработван по един автомобил Булгаралпин на ден, но и все още е трудно да се уточни общият брой спортни коли, произведени в Пловдив за периода 1967-1969 г. Според някои данни са завършени само 60 автомобила, според други те са 120, като 70 от тях са били предназначени за родния пазар, а останалите 50 за износ. Ръководителят на това производство Илия Чубриков 
си спомня за около 100 произведени броя, като нито един от тях не е изнасян зад граница. Цената на Булгаралпин в края на 60-те години е 8200 лева.
Част от тази статия е копие на материал, публикуван на www.carhistorybg.com, използван с разрешение на автора.